# Hieronimo Custodis

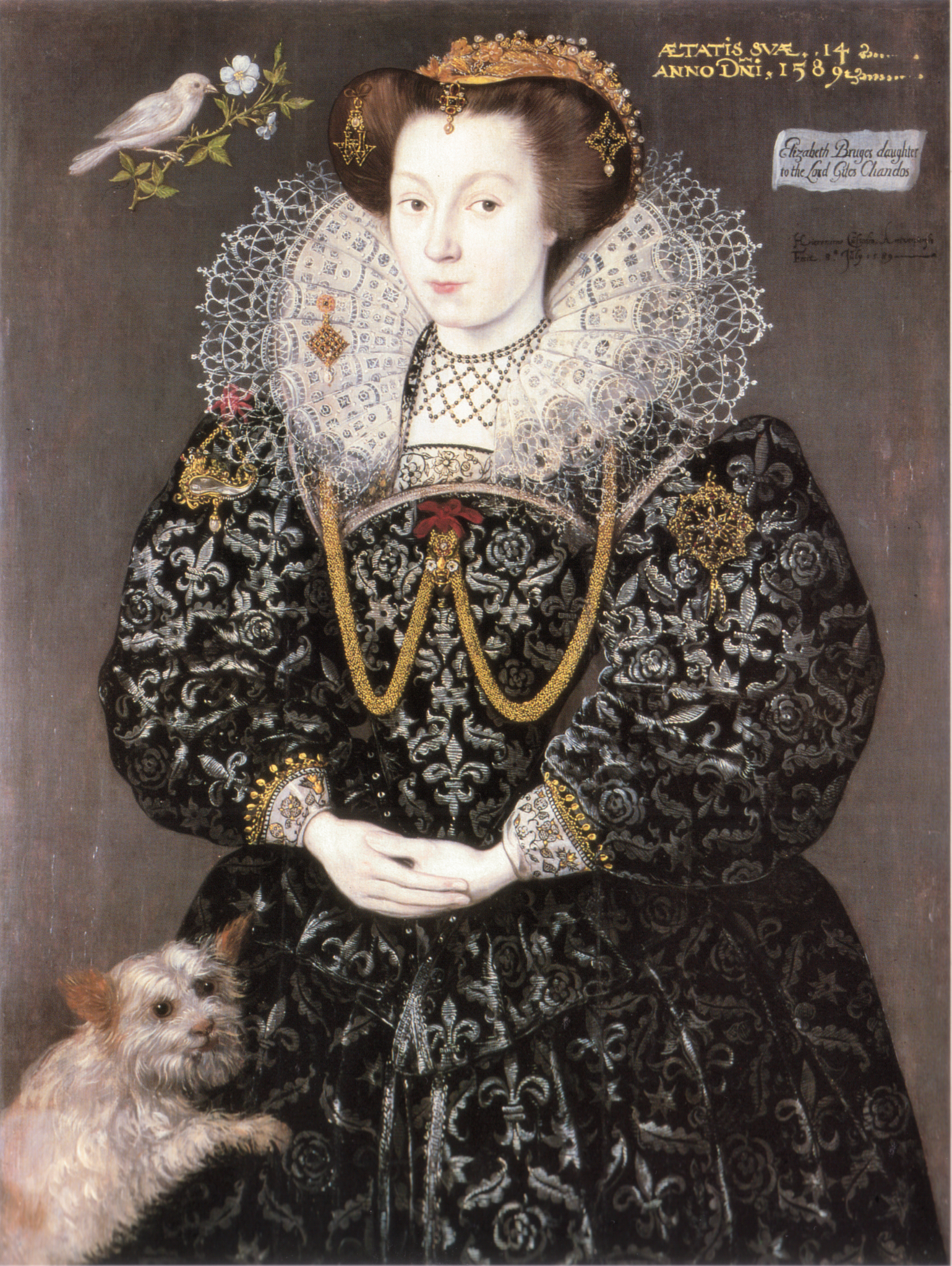
Elizabeth Brydges, 14 jaar oud, hofdame van Elisabeth I (1589)

Hieronimo Custodis (Antwerpen ? - overleden ca. 1593) was een Zuid-Nederlands kunstschilder en beoefende de Vlaamse barokschilderkunst. Hij is vooral gekend om zijn portretten en was in Engeland actief, tijdens het bewind van Elisabeth I.
Hieronimo Custodis was een van de vele Vlaamse schilders die voor de Tudors werkte. Hij ontvluchtte zijn geboortestad toen de vervolging van de protestanten in de Spaanse Nederlanden op gang kwam. Men neemt aan dat hij in Londen toekwam na de verovering van Antwerpen door Alexander Farnese in 1585.
Drie Engelse portretten van de hand van Custodis werden gesigneerd en gedateerd in 1589 wat hem bevestigd als resident van Londen. In 1591 woonde hij in de parochie van Saint Bodolph-without-Aldgate in het historische hart van de stad. Op 2 maart werd zijn zoon Jacobus er gedoopt. Custodis zou in 1593 zijn overleden gezien al zijn bekende werken gedateerd zijn tussen 1589 en 1593 en zijn weduwe hertrouwde in dat laatste jaar.

## Galerij

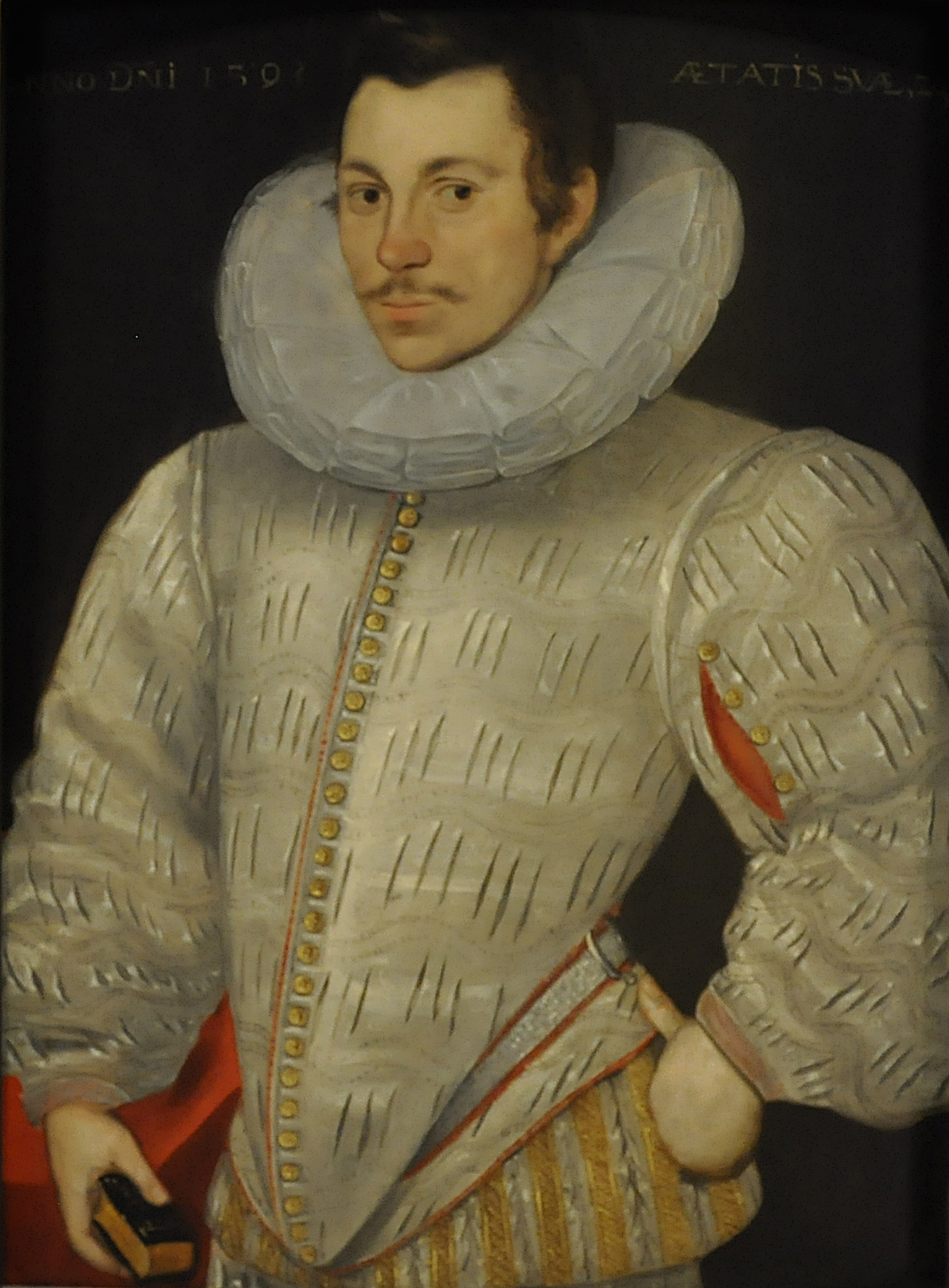
Sir John Ashburnham in het Denver Art Museum

- RKD-Nederlands Instituut voor Kunstgeschiedenis: 19469
- Union List of Artist Names: 500041194
- Virtual International Authority File: 95948103